# أريغارون حرجي
أريغارون حرجي (الاسم العلمي: Erigeron sylvaticus) هو نوع من النباتات يتبع جنس الأريغارون من الفصيلة النجمية.